# Championnats du monde de cyclisme sur route 2002
Navigation
Lisbonne 2001 Hamilton 2003
Les championnats du monde de cyclisme sur route 2002 ont eu lieu du 8 au 13 octobre 2002 à Zolder en Belgique. 

## Résultats
| Épreuves :                            | Or                        | Or              | Argent                              | Argent | Bronze                            | Bronze       |
| Épreuves masculines                   |                           |                 |                                     |        |                                   |              |
| Course en ligne Résultats détaillés   | Mario Cipollini Italie    | 5 h 30 min 03 s | Robbie McEwen Australie             | + 0 s  | Erik Zabel Allemagne              | + 0 s        |
| Contre-la-montre Résultats détaillés  | Santiago Botero Colombie  | 48 min 08 s     | Michael Rich Allemagne              | + 8 s  | Igor González de Galdeano Espagne | + 17 s       |
| Épreuves masculines - moins de 23 ans |                           |                 |                                     |        |                                   |              |
| Course en ligne Résultats détaillés   | Francesco Chicchi Italie  | 3 h 36 min 28 s | Francisco Gutiérrez Álvarez Espagne | + 0 s  | David Loosli Suisse               | + 0 s        |
| Contre-la-montre Résultats détaillés  | Tomas Vaitkus Lituanie    | 38 min 40 s     | Alexandr Bespalov Russie            | + 41 s | Sérgio Paulinho Portugal          | + 1 min 28 s |
| Épreuves féminines                    |                           |                 |                                     |        |                                   |              |
| Course en ligne Résultats détaillés   | Susanne Ljungskog Suède   | 2 h 59 min 15 s | Nicole Brändli Suisse               | + 0 s  | Joane Somarriba Espagne           | + 0 s        |
| Contre-la-montre Résultats détaillés  | Zulfiya Zabirova Russie   | 30 min 02 s     | Nicole Brändli Suisse               | + 14 s | Karin Thürig Suisse               | + 15 s       |
| Épreuves masculines - juniors         |                           |                 |                                     |        |                                   |              |
| Course en ligne Résultats détaillés   | Arnaud Gérard France      | 2 h 50 min 17 s | Jukka Vastaranta Finlande           | + 0 s  | Nicholas Sanderson Australie      | + 0 s        |
| Contre-la-montre Résultats détaillés  | Mikhail Ignatiev Russie   | 28 min 30 s     | Mark Jamieson Australie             | + 10 s | Vincenzo Nibali Italie            | + 25 s       |
| Épreuves féminines - juniors          |                           |                 |                                     |        |                                   |              |
| Course en ligne Résultats détaillés   | Suzanne de Goede Pays-Bas | 1 h 59 min 00 s | Claudia Stumpf Allemagne            | + 0 s  | Monica Holler Suède               | + 0 s        |
| Contre-la-montre Résultats détaillés  | Anna Zugno Italie         | 15 min 54 s     | Tatiana Guderzo Italie              | + 6 s  | Claudia Hecht Allemagne           | + 7 s        |

## Tableau des médailles
| Rang | Nation    | Médaille d'or | Médaille d'argent | Médaille de bronze | Total |
| ---- | --------- | ------------- | ----------------- | ------------------ | ----- |
| 1    | Italie    | 3             | 1                 | 1                  | 5     |
| 2    | Russie    | 2             | 1                 | -                  | 3     |
| 3    | Suède     | 1             | -                 | 1                  | 2     |
| 4    | France    | 1             | -                 | -                  | 1     |
| 4    | Colombie  | 1             | -                 | -                  | 1     |
| 4    | Lituanie  | 1             | -                 | -                  | 1     |
| 4    | Pays-Bas  | 1             | -                 | -                  | 1     |
| 8    | Allemagne | -             | 2                 | 2                  | 4     |
| 8    | Suisse    | -             | 2                 | 2                  | 4     |
| 10   | Australie | -             | 2                 | 1                  | 3     |
| 11   | Espagne   | -             | 1                 | 2                  | 3     |
| 12   | Finlande  | -             | 1                 | -                  | 1     |
| 13   | Portugal  | -             | -                 | 1                  | 1     |